# Parco nazionale della Costituzione del 1857
Il parco nazionale della Costituzione del 1857 (in spagnolo Parque Nacional Constitución de 1857) è un parco nazionale situato lungo la catena montuosa della Sierra de Juárez, nella zona settentrionale dello Stato messicano della Bassa California.  È un'importante riserva per molti animali selvatici autoctoni come le pecore delle Montagne Rocciose e il cervo mulo. Inoltre nel parco sono presenti varietà di conifere.

## Storia
Il parco è stato creato con decreto del governo federale messicano il 27 aprile 1962. Il suo obiettivo era quello di creare un'area protetta per preservare la foresta e l'ecosistema locale. Il parco è molto apprezzato per la sua bellezza e per l'esistenza di laghetti. Il parco prende il nome dalla Costituzione del Messico del 1857.